# Athyrium sikkimense
Athyrium sikkimense là một loài thực vật có mạch trong họ Woodsiaceae. Loài này được (Bir) Á. Löve & D. Löve miêu tả khoa học đầu tiên năm 1977.